# Bodyflying

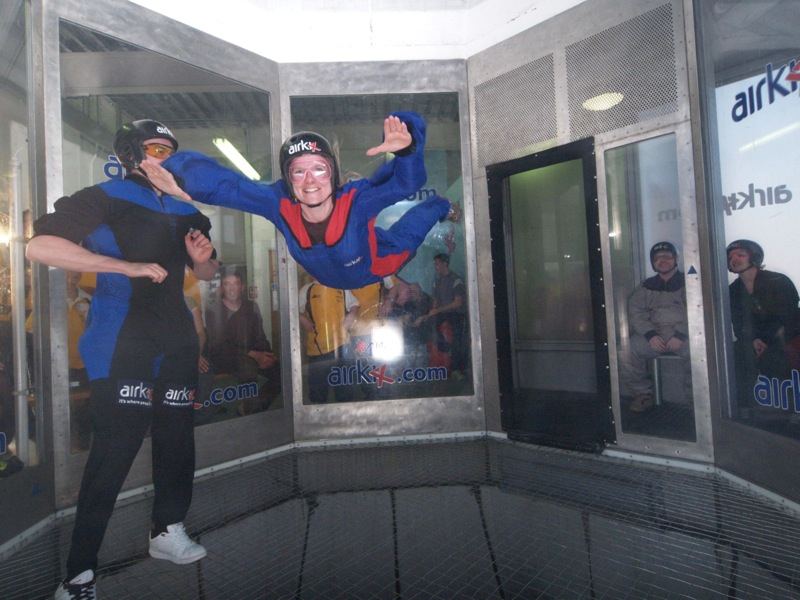
Bodyflying in Milton Keynes

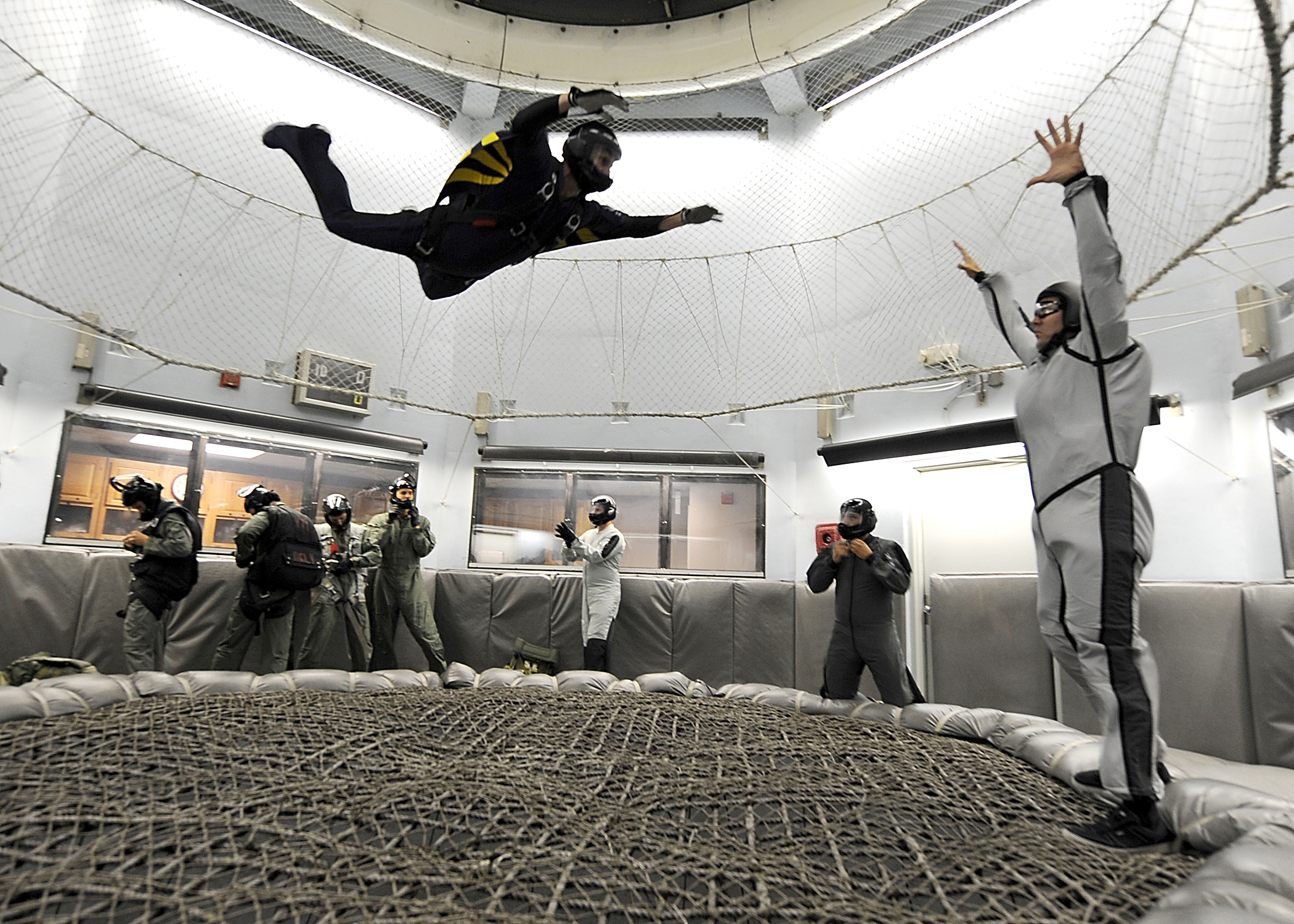
Bodyflying in der militärischen Ausbildung

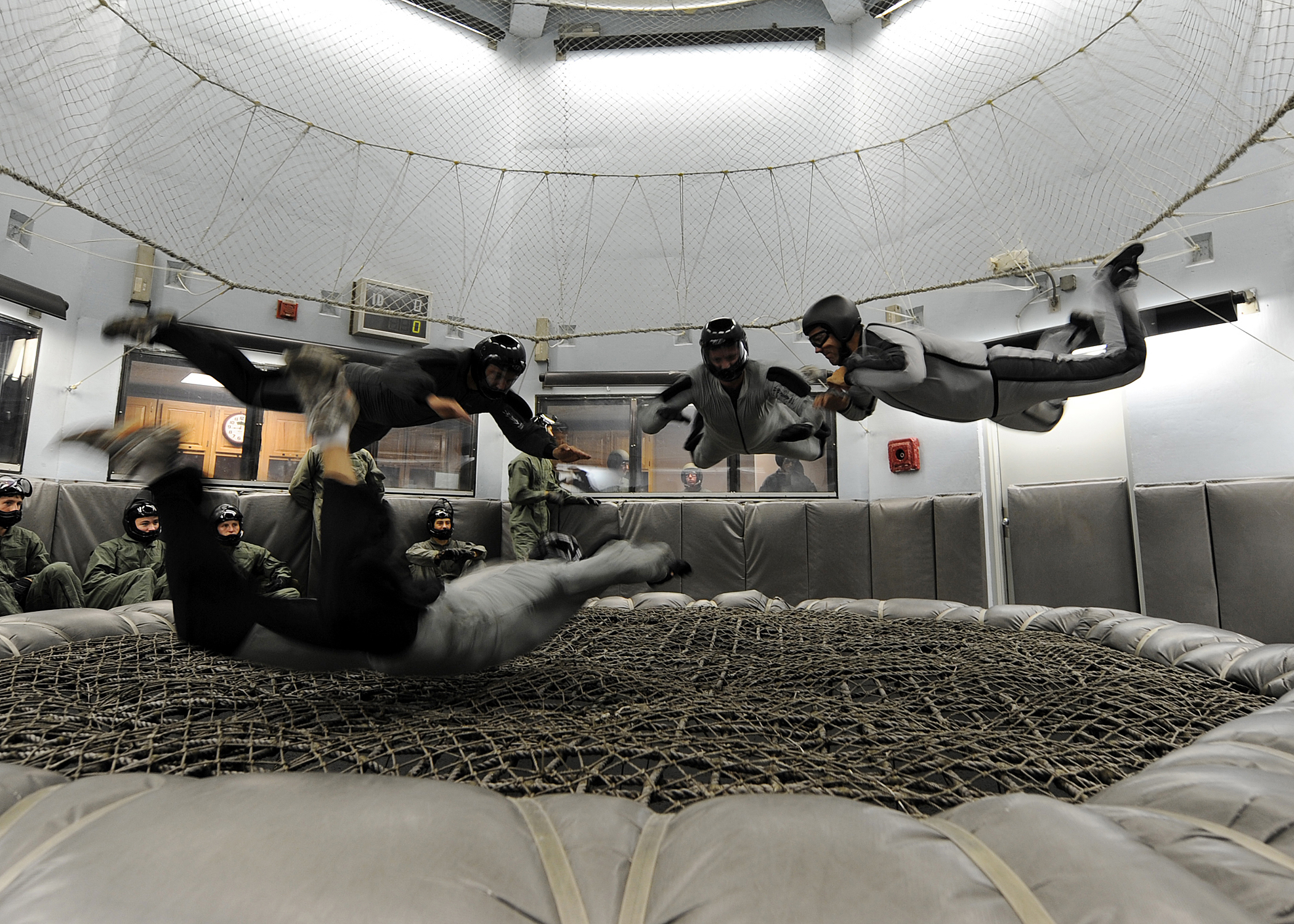
Bodyflying im Team

Bodyflying oder Indoor Skydiving ist eine Trainingsmöglichkeit für Fallschirmspringer, aber auch eine eigenständige Sportart. In einem vertikalen Windkanal werden künstlich Windgeschwindigkeiten von üblicherweise circa 180–220 km/h erzeugt, was in etwa der durchschnittlichen Fallgeschwindigkeit eines menschlichen Körpers in Luft entspricht. In modernen Anlagen können jedoch bis zu 270 km/h erreicht werden. Hierdurch ist es möglich, alle Freefly-Körperpositionen zu fliegen und zu trainieren.

## Historisches
Im Jahre 1979 unternahm es der Kanadier Jean Saint-Germain, ein ehemaliger Fallschirmspringer der Armee und Betreiber mehrerer Fallschirmschulen, als Ausbildungshilfe für seine Schüler einen vertikalen Windtunnel zu konstruieren, der es ermöglichen sollte, den freien Fall beim Fallschirmspringen effizienter und kostengünstiger zu trainieren. Diese Trainingsform des Skydiving, die er in einem sogenannten Aerodium durchführte, verbreitete sich in den Folgejahren über den gesamten Erdball, wurde zunehmend technisch und methodisch weiterentwickelt und beflügelte die als ‚Bodyflying’ bezeichnete neue Sportart:
1991 entstand in Rümlang/Kanton Zürich in der Schweiz ein kleines Aerodium, das jedem Interessierten, aber auch professionellen Skydivern auf kommerzieller Basis das Schweben auf einem Luftstrom mit dem bloßen Körper und das Ausprobieren artistischer Bewegungsformen ermöglichte. Im Sommer 2005 wurde auch in Osteuropa, in der lettischen Stadt Sigulda, ein vertikaler Windtunnel eröffnet. Durch ihren spektakulären Einsatz bei den Abschlussfeierlichkeiten der Olympischen Winterspiele 2006 in Turin erhielt eine sehr breite Öffentlichkeit Kenntnis von der ungewöhnlichen Sportart Bodyflying. Und als im Jahre 2010 die Letten in ihrem Pavillon der Expo 2010 in Shanghai / China eine Bodyflying-Installation mit regelmäßigen attraktiven Showvorführungen darboten, wurden diese zu einem Publikumsmagneten. Die technische Weiterentwicklung der Windkanaleinrichtungen erbrachte im Jahr 2013 die Möglichkeit, auch eine weitere Sportart, das Base-Jumping indoor zu praktizieren, indem der Sportler nicht nur vom Boden aus, sondern auch aus einer Höhe von 15 Metern in den Windstrom hineinspringen und so einen Fall, etwa von einem Gebäude, simulieren konnte. Im Jahre 2017 schließlich erfolgte der Bau einer gewaltigen Windtunnelanlage, die den Namen Peryton erhielt. Sie diente dem Schauspieler Tom Cruise zum Training für seinen Auftritt in der sechsten Folge von Mission: Impossible mit dem Titel Mission: Impossible - Fallout.

## Flugtechnik
Bodyflying benötigt zum freien Fliegen mindestens einen Luftstrom von einer Geschwindigkeit, welche die Fallgeschwindigkeit des Körpers kompensiert. Diese Windgeschwindigkeit von mehr als 180 km/h wird von einem Generator und einem riesigen Propeller erzeugt und durch ein Gitter hindurch in einer turmartigen, nach oben offenen Räumlichkeit vertikal nach oben getrieben. Der so entstandene Windkanal ermöglicht nach etwas Übung ein aktives Fliegen mit einer Veränderung der Höhenlage und artistischen Körperbewegungen. 
Bei Siegbert A. Warwitz findet sich eine Beschreibung der Ausrüstung und der Technik, mit der sich der Bodyflyer in diesem Luftstrom bewegt: Der Sportler lässt sich, ausgerüstet mit Helm, Brille, Mundschutz, Handschuhen und vor allem mit einem speziellen Anzug von einem erhöhten Rand des Aerodiums auf den Luftstrom gleiten. Dabei ergeben sich je nach Leistungsstand unterschiedliche Gestaltungsmöglichkeiten aktiven Fliegens:
„Während sich der Anfänger noch überwiegend mit dem Schwebevergnügen begnügen muss, eröffnen sich dem Fortgeschrittenen bereits weitere Teilelemente des Fliegens. Durch Vergrößerung oder Verkleinerung der angeströmten Körperfläche und eine damit veränderte Inanspruchnahme des Winddrucks lässt sich die Schwebehöhe regulieren. Durch seitwärtige Bewegungen und Gewichtsverlagerungen sind Drehungen, Saltos und Schrauben möglich. Die Landung erfolgt durch Ausstieg aus dem Luftstrom.“

## Wettbewerbe
Im Bodyflying oder Indoor Skydiving gibt es weltweit mehrere Wettkämpfe, bei denen die besten Athleten gegeneinander antreten. Die bekanntesten Wettbewerbe werden von der FAI veranstaltet. Für die Disziplin: "Solo Freestyle" wurde auf der Website der FAI ein Dokument mit den Regeln im März 2018 veröffentlicht. Ein weiterer bekannter Wettbewerb innerhalb Deutschlands ist die: "Indoor Skydiving DM". Diese wird in verschiedenen Anlagen in Deutschland jedes Jahr veranstaltet. Anbei eine Übersicht der Wettkämpfe: 
- FAI European Indoor Skydiving Championships

- FAI World Cup of Indoor Skydiving
- Flyspot Polish Open[10]
- Indoor Skydiving DM[11]

## Anlagen in Europa
In folgenden europäischen Städten gibt es für jedermann die Möglichkeit zum Indoor-Skydiving/Bodyflying:
- Argenteuil,  Frankreich[12]
- Barcelona,  Spanien[13]
- Basingstoke,  Vereinigtes Königreich[14]
- Bedford,  Vereinigtes Königreich[15]
- Berlin,  Deutschland[16][17]
- Birmingham,  Vereinigtes Königreich[18]
- Bottrop,  Deutschland[19]
- Budapest,  Ungarn[20]
- Charleroi,  Belgien[21]
- Comines-Warneton,  Belgien[22]
- Empuriabrava,  Spanien[23]
- Helsinki,  Finnland[24]
- Hyères,  Frankreich[25]
- Jessheim,  Norwegen[26]
- Katowice,  Polen[27]
- Kiew,  Ukraine[28][29]
- Kopenhagen,  Dänemark[30]
- Lesquin,  Frankreich[31]
- Leszno (Strzyżewice),  Polen
- Lezignan-Corbieres,  Frankreich[32]
- Liptovský Mikuláš,  Slowakei[33]
- Logatec,  Slowenien[34]
- Lorenskog,  Norwegen[35]
- Lyon,  Frankreich[36]
- Lüttich,  Belgien[37]
- Madrid,  Spanien[38][39][40]
- Málaga,  Spanien[41]
- Manchester,  Vereinigtes Königreich[42]
- Milton Keynes,  Vereinigtes Königreich[43]
- Minsk,  Belarus[44]
- Monaco,  Monaco[45]
- Mondeville,  Frankreich[46]
- Mirosławice,  Polen[47]
- München,  Deutschland (seit März 2017, Jochen Schweizer Arena)[48]
- München (Neufahrn),  Deutschland (seit Februar 2018)[49]
- Utrecht,  Niederlande[50]
- Paris,  Frankreich[36]
- Pero,  Italien[51]
- Prag,  Tschechien[52][53]
- Prądki,  Polen[54]
- Pyhtää,  Finnland[55]
- Riga,  Lettland[56]
- Rom, Italien[57]
- Roosendaal,  Niederlande[58]
- Saint-Pierre-d’Irube,  Frankreich[59]
- Sankt Petersburg,  Russland[60]
- Sevilla,  Spanien[61]
- Sitten,  Schweiz[62]
- Sterpenich,  Belgien[63]
- Stockholm,  Schweden[64][65]
- Tallard,  Frankreich[66]
- Viernheim,  Deutschland (seit November 2021)[19]
- Voss,  Norwegen[67]
- Warschau,  Polen[68]
- Wien,  Österreich (im Prater)[69]
- Winterthur,  Schweiz [70]

## Weitere Anlagen
In folgenden außereuropäischen Städten gibt es für jedermann die Möglichkeit zum Indoor-Skydiving:
- Abu Dhabi,  Vereinigte Arabische Emirate[71]
- Atlanta,  Vereinigte Staaten[72]
- Austin,  Vereinigte Staaten[73]
- Buenos Aires,  Argentinien[74]
- Brasília,  Brasilien[75]
- Brisbane,  Australien[76]
- Cabo San Lucas,  Mexiko[77]
- Calgary,  Kanada[78]
- Charlotte,  Vereinigte Staaten[79]
- Chicago,  Vereinigte Staaten[80][81]
- Chongqing,  Volksrepublik China[82]
- Cincinnati,  Vereinigte Staaten[83]
- Denver,  Vereinigte Staaten[84]
- Dubai,  Vereinigte Arabische Emirate[85][86]
- El Paso,  Vereinigte Staaten[87]
- Fayetteville,  Vereinigte Staaten[88]
- Fort Lauderdale,  Vereinigte Staaten[89]
- Fort Worth,  Vereinigte Staaten[90]
- Houston,  Vereinigte Staaten[91][92]
- Jacksonville,  Vereinigte Staaten[93]
- Jakarta,  Indonesien[94]
- Kansas,  Vereinigte Staaten[95]
- Knoxville,  Vereinigte Staaten[96]
- Koshigaya,  Japan[97]
- Las Vegas,  Vereinigte Staaten[98]
- Maschhad,  Iran[99]
- Melbourne,  Australien[100]
- Moskau,  Russland[101][102][103][104]
- Montréal,  Kanada[105]
- New Hampshire,  Vereinigte Staaten[106]
- New York City,  Vereinigte Staaten[107]
- Oklahoma City,  Vereinigte Staaten[108]
- Orlando,  Vereinigte Staaten[109]
- Paramus,  Vereinigte Staaten[110]
- Perris,  Vereinigte Staaten[111]
- Perth,  Australien[112]
- Phoenix,  Vereinigte Staaten[113][114]
- Philadelphia,  Vereinigte Staaten[115]
- Portland,  Vereinigte Staaten[116]
- Queenstown,  Neuseeland[117]
- Sacramento,  Vereinigte Staaten[118]
- Salt Lake City,  Vereinigte Staaten[119]
- San Antonio,  Vereinigte Staaten[120]
- San Diego,  Vereinigte Staaten[121][122]
- San Francisco,  Vereinigte Staaten[123]
- Sankt Petersburg,  Russland[124]
- São Paulo,  Brasilien[125]
- Seattle,  Vereinigte Staaten[126]
- Singapur,  Malaysia[127]
- Sydney,  Australien[128]
- Tampa,  Vereinigte Staaten[129]
- Tel Aviv-Jaffa,  Israel[130]
- Toronto,  Kanada[131][132]
- Vancouver,  Kanada[133]
- Virginia Beach,  Vereinigte Staaten[134]
- Washington D.C,  Vereinigte Staaten[135][136]
- Yongin,  Südkorea[137]
- Zallaq,  Bahrain[138]